# ヌードリング

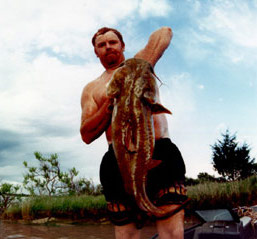
ヌードリング

ヌードリング (noodling) は、道具を使わず素手でナマズを捕らえる漁。
「ヌードリング」という名称は、主としてナマズ漁に用いられているが、漁法や魚種を問わずに素手で魚を捕らえる漁全般を指すこともある。また、ルアーやロッド、リールなどを用いない、さまざまな非伝統的漁法にも「ヌードリング」の名がつけられる。
発祥はアメリカ合衆国南部とされており、合法なのは全50州のうち11州のみである。

## 方法
素手でナマズを捕らえるというコンセプト自体は単純だが、実際のヌードリングはより複雑である。ナマズは川や湖の水中の穴に住んでおり、じっとしていることが多いため、ヌードリングの対象として適する。手を水中深くに差し込み、ナマズの巣穴を手さぐりすると喰らいついてくるのを両手で捕まえる。多くのヌードラーはナマズを水から引き上げたりボートに乗せる協力者と共に漁を行う。

## スポーツとしてのヌードリング
スポーツとしてのヌードリングは主としてアメリカ合衆国南部で実施されている。最近では女性の参加者も増えている。

## 危険性
ヌードラーには、手に切り傷や擦り傷を負う危険が伴う。これは手袋などの防具を身につけることによってある程度は回避できるが、防具があったとしても感染症や指の切断などのリスクは常にある。
より大きな危険は、ナマズの巣穴に棲む別の水棲生物である。ナマズが棲まなくなった巣穴にワニ、ヘビ、ビーバー、カミツキガメなどがいることがあり、これらはナマズよりはるかに危ない。